# Cureglia
Cureglia (lmo. Cüréja) − miejscowość i gmina w południowej Szwajcarii, w kantonie Ticino, w okręgu (distretto) Lugano, w powiecie (circolo) Vezia.

## Demografia
W Cureglii mieszkają 1 432 osoby. W 2021 roku 17,3% populacji gminy stanowiły osoby urodzone poza Szwajcarią. 